# Palais Auersperg
Le palais Auersperg (à l'origine palais Rofrano, plus tard palais Rosenkavalier) est un palais de Vienne, au Auerspergstraße 1, dans l'arrondissement de Josefstadt.

## Histoire
Le palais est construit entre 1706 et 1710 sur le site de l'ancien Rottenhof selon les plans des architectes Johann Bernhard Fischer von Erlach et Lukas von Hildebrandt pour Hieronymus Capece de Rofrano. (Le librettiste Hugo von Hofmannsthal invente le personnage fictif Octavian Rofrano dans l'opéra Der Rosenkavalier, créé en 1911, le titre d'opéra devient un temps l'éponyme du palais au XXe siècle.) La section centrale est considérablement modifiée de 1720 à 1723 par Johann Christian Neupauer. Les commandes sont passées auprès du maître tailleur de pierre Elias Hügel, un calcaire dur de Bruckneudorf est utilisé pour l'escalier de cérémonie et les colonnes.
En 1759, la maison est louée par Joseph-Frédéric de Saxe-Hildburghausen, qui engage Christoph Willibald Gluck comme directeur de ses concerts. Le prince utilise le palais Rofrano comme résidence d'hiver vers 1749. À cette époque, le palais est connu pour ses performances musicales dirigées par Giuseppe Bonno. Entre 1754 et 1761, des académies hebdomadaires (événements musicaux) ont lieu au palais Rofrano pendant les mois d'hiver. Il y a aussi quelques fêtes somptueuses pour l'aristocratie de haut rang, qui sont extrêmement populaires.
En 1777, Johann Adam von Auersperg acquiert le palais Rofrano. Il est un confident du couple François et Marie-Thérèse d'Autriche. À partir de 1786, une série d'événements musicaux d'une grande importance sociale a lieu dans le palais baroque, qui est alors appelé le palais Auersperg. Entre autres, Idomeneo, re di Creta de Wolfgang Amadeus Mozart et Sieben Worte des Erlösers am Kreuze de Joseph Haydn y sont donnés.
Après la mort des quatre enfants de Johann Adam von Auersperg de son premier mariage et son deuxième mariage n'ayant pas donné d'enfant, il adopte son neveu Carl Auersperg (1750-1822), qui reprend son héritage en 1795. Le mariage de Carl et de sa femme Josepha est également sans enfant. En 1812, ils adoptent le neveu de Carl, le prince Vinzens Auersperg, qui à son tour reprend son héritage en 1817. Entre 1827 et 1837, le prince Gustave de Vasa et la cour royale de Suède vivent dans le palais après que son héritage eut été contesté dans son pays d'origine.
En 1864, le prince Vinzens von Auersperg fait construire une salle de bal sur le jardin de la Lerchenfelder Straße. Après la mort du prince en 1872, sa veuve Wilhelmine von Auersperg fait modifier la structure de cette salle de bal pour que les locaux puissent être loués au Geometrische Institut. En 1901, cependant, la salle de bal est restaurée à son usage d'origine par le prince François-Joseph von Auersperg . Pendant la Seconde Guerre mondiale, la salle de bal subit des dommages si graves qu'elle doit être détruite.
En 1878, le fils aîné de la princesse Wilhelmine von Auersperg, Franz Joseph Emanuel (1856-1938), reprend la propriété avec son épouse la comtesse Wilhelmine Kinsky. Wilhelmine organise plusieurs événements caritatifs au profit de l'Association pour le salut des enfants négligés. Des pièces de théâtre et des concerts à des fins caritatives ont lieu au Rosenkavaliersaal, dont certains sont fréquentés par des aristocrates.
Avec la construction de la Zweierlinie de la Ringstraße, le palais perd sa cour d'honneur et la rue est déplacée directement vers le bâtiment.
Entre 1923 et 1935, le Bundesdenkmalamt et une société de cinéma louent le palais. En 1940, Ferdinand von Auersperg (1887–1942) hérite du palais et en 1942, il passe à sa sœur Christiane Croÿ. Pendant la Seconde Guerre mondiale, elle et sa famille vivent dans les chambres hautes du palais et cachent aussi des résistants. En 1944, le « Comité national autrichien provisoire », également appelé O5, est fondé au palais Auersperg. En 1945, le palais est confisqué par la police militaire interalliée et utilisé comme quartier général.
Alfred Weiss achète le palais en 1953. De 1953 à 1954, la maison est complétée par un restaurant, un jardin d'hiver et des salles de réunion selon les plans d'Oswald Haerdtl. Il ouvre un café de 600 places au palais. Il aménage une grande terrasse devant l'orangerie. Après sa mort en 1987, ses héritiers vendent le palais Auersperg au groupe General Partners A.G.
Début 2006, le palais est vendu par une entreprise propriétaire à un particulier étranger anonyme pour 20 millions d'euros. Il est vendu à nouveau au deuxième semestre 2008, cette fois en utilisant un processus d'appel d'offres en ligne. Le propriétaire avait donné 33 millions d'euros comme « ligne directrice » pour les offres.
Le palais est actuellement utilisé comme lieu pour des bals et d'autres événements majeurs. Le Beletage se compose de onze salles (Maria-Theresien-Saal, Rosenkavaliersaal, Blauer Salon, Kronprinz-Rudolf-Saal, Musiksalon, Loggia, bibliothèque, Gluck-Galerie, Kaisersaal, Idomeneo-Saal, Altes Restaurant) et peut accueillir jusqu'à mille personnes. Alors que les salles d'état sont restées inchangées, certaines zones à l'étage supérieur sont des bureaux. Le Beletage est restauré dans les années 2010. Le Rosenball se tient au palais de 2007 à 2014.

## Source de la traduction
- (de) Cet article est partiellement ou en totalité issu de l’article de Wikipédia en allemand intitulé « Palais Auersperg » (voir la liste des auteurs).